# Генрі Джордж
Генрі Джордж (англ. Henry George; 2 серпня 1839, Філадельфія, США — 29 жовтня 1897, Нью-Йорк, США) — американський політекономіст і журналіст. Його ідеї були надзвичайно популярними в XIX столітті та спричинили декілька реформ, що відбувалися в Прогресивній епосі. Праці Джорджа прислужилися появі нової економічної філософії, відомої як джорджизм, також геоїзм або геономіка. Ця філософія ґрунтується на вірі в те, що люди повинні володіти продукцією, яку вони самі виробляють, але ресурси, отримані на землі (включаючи природні ресурси) і з її допомогою, мають належати однаковою мірою всім членам суспільства.
Найвідоміша робота Джорджа «Прогрес і бідність» (англ. Progress and Poverty, 1879) поширилась мільйонами копій по всьому світу, ймовірно, більше, ніж будь-яка інша американська книга до цього часу.

## Біографія
Генрі Джордж народився у Філадельфії, в сім'ї, що належала до найбіднішого прошарку середнього класу. Він був другим з 10 дітей. Навчання в школі припинилося для Джорджа, коли йому було 14 років, і в 15 років, у квітні 1855 року, він пішов у море юнгою на судні «Hindoo», що прямувало на Мельбурн і Калькутту. Після 14-місячного плавання він повернувся до Філадельфії. Через деякий час переселився до Каліфорнії з ідеєю заробити на золотих копальнях, але зазнав невдачі. 
Після того Генрі Джордж почав працювати друкарем, а незабаром сам вирішив випробувати себе в журналістиці. Відомо, що він купив друкарню в українця Агапія Гончаренка, який видавав газету «Alaska Herald». Улітку 1867 року Джордж став керуючим редактором журналу «Таймс». Він працював також редактором своєї газети «San Francisco Daily Evening Post», репортером демократичного антимонопольного видання. Генрі залишався в цій сфері до кінця своїх днів, закінчивши життя редактором і власником газети.

## Економічні праці
Свою першу роботу в галузі економічної теорії Генрі Джордж опублікував у 1871 році. Це була брошура «Наша земля і земельна політика». Книга залишилася малопоміченою, але автор не полишив свій інтерес до цього питання. Протягом декількох років Джордж продовжував збирати матеріали й вивчати наукову літературу. Написана ним у підсумку книжка «Прогрес і бідність» принесла автору буквально всесвітню популярність. Після виходу «Прогресу і бідності» у світ (1879) її перевели майже на всі європейські мови.

## Джорджизм
Джорджизм (англ. Georgism, також геоїзм або геономіка) — економіко-філософське вчення, в основі якого лежить ідея, що кожен володіє створеним ним продуктом, проте всі природні блага, і перш за все земля, належать у рівній мірі всьому людству.

## Пропозиції Генрі Джорджа щодо політики
Генрі Джордж запропонував такі реформи:
- реформа інтелектуальної власності;
- виступав за прийняття таємного голосування в Сполучених Штатах;
- виступав проти використання металевої валюти, як-от золото або срібло;
- запропонував створити систему пенсійного забезпечення та інвалідності;
- виступав за надання виборчого права жінкам і навіть пропонував повністю заповнити один будинок Конгресу жінками;
- різке скорочення чисельності військових;
- заміна контрактного патронажу прямим використанням державних службовців із захистом цивільної служби;
- будівництво та обслуговування безплатного масового транспорту та бібліотек;
- реформа фінансування кампанії й обмеження політичних витрат.

## Спадщина
Ідеї Генрі Джорджа породили нову економічну філософію, нині відому як «Джорджизм». Видана самотужки праця «Прогрес і бідність» (англ. "Progress and Poverty") була першою популярною економічною книгою. Вибухова всесвітня популярність книги часто позначається як початок Прогресивної ери, і різні політичні партії, клуби та благодійні організації по всьому світу були засновані на ідеях Джорджа.
Джон Дьюї писав: 
|  | Жодна людина, жоден випускник вищого навчального закладу, не має права вважати себе освіченою людиною в соціальній думці, якщо у нього немає безпосереднього знайомства з теоретичним внеском цього великого американського мислителя |

Альберт Ейнштейн писав: 
|  | Чоловіки, подібні Генрі Джорджу, рідко зустрічаються. Неможливо уявити собі більш красиве поєднання розумової гостроти, художньої форми і палкої любові до правосуддя. Кожен рядок написаний так, як для нашого покоління. Поширення цих творів — дійсно заслуговує на увагу, для нашого покоління особливо багато і важливо, щоб вчитися у Генрі Джорджа |

Джозеф Стігліц писав: 
|  | Однією з найважливіших, але недооцінених ідей в економіці є принцип Генрі Джорджа про оподаткування економічної ренти землі і, в більш загальному плані, природних ресурсів |

 Стігліц також стверджує, що тепер ми знаємо податок на землю «навіть краще, ніж думав Генрі Джордж».

### Теорема Генрі Джорджа
У 1977 році Джозеф Стігліц показав, що при певних умовах витрати уряду на суспільні блага збільшують сукупну орендну плату землі як мінімум на рівну суму. Цей результат був названий економістами теоремою Генрі Джорджа, оскільки він характеризує ситуацію, коли «єдиний податок» Генрі Джорджа не тільки ефективний, але і є єдиним податком, необхідним для фінансування державних витрат.

## Економічний внесок
Джордж примирив питання ефективності та справедливості, показуючи, що обидва можуть бути задоволені згідно з системою. Він показав, що Закон Оренди можна застосувати не тільки до сільськогосподарської економіки, але тим більше до міської економіки. І він показав, що немає ніякого критичного конфлікту між працею і капіталом, якби існувало чітке розходження між класичними факторами виробництва, капіталу і землі.
Джордж вважав важливою особливістю своєї теорії економіки в критиці ілюстрації, використовуваної Фредеріком Бастіа, щоб пояснити природу інтересу і прибутку.
Теорія Джорджа мала свою частку критики. Наприклад, представник Австрійської економічної школи Ойґен фон Бем-Баверк негативно оцінив обговорення Джорджем плану теслі[чого?]. У своєму трактаті «Капітал і процент» він писав: (T) поділ виробництва на дві групи, в одному з яких життєві сили природи утворюють особливий елемент на додаток до праці, в той час, як в іншому вони цього не роблять, абсолютно неспроможні […]

Пізніше Джордж стверджував, що роль часу у виробництві всепроникна. У «Науці політичної економії» він пише: 
[Я] я йду до будівельника і кажу йому: «В який час і за якою ціною ти побудуєш мені такий-то будинок?» Він, подумавши, назве час і ціну, засновану на ньому. Ця специфікація часу була б суттєвою … Це я скоро виявив би, якби не сварився з ціною, я прошу його в значній мірі зменшити час … Я міг би змусити будівельника трохи зменшити час …; але тільки завдяки значному підвищенню ціни, поки, нарешті, не буде досягнута точка, де він не погодиться побудувати будинок за менший час, незалежно від ціни. Він сказав би, [що будинок просто не може бути побудований швидше] ….Важливість цього принципу — все виробництво багатства вимагає часу, а також праці.

## Роботи
- Land and Land Policy 1871
- Progress and Poverty 1879 unabridged text (1912) [Архівовано 3 листопада 2013 у Wayback Machine.]
- The Land Question 1881 (The Irish Land Question)
- Social Problems 1883
- Protection or Free Trade [Архівовано 30 травня 2010 у Wayback Machine.] 1886
- The New Party. The North American Review. 145 (368): 1—8. July 1887. ISBN 0-85315-726-X. Архів оригіналу за 12 грудня 2012. Процитовано 27 березня 2018.
- Protection or Free Trade 1886 unabridged text (1905) [Архівовано 15 червня 2006 у Wayback Machine.]
- The Standard, New York [Архівовано 1 серпня 2020 у Wayback Machine.] 1887 to 1890 A weekly periodical started and usually edited by Henry George.
- The Condition of Labor 1891
- A Perplexed Philosopher 1892
- The Science of Political Economy [Архівовано 20 червня 2018 у Wayback Machine.] (unfinished) 1898